# Volksmusik TV
volksmusik.tv ist ein deutscher, frei empfangbarer Fernsehsender.
Der Schwestersender von „DMF“ ist seit 2019 zu empfangen. volksmusik.tv macht seinem Namen alle Ehre und sendet ausschließlich Musik dieses beliebten Genres.
volksmusik.tv ist über den Satelliten Astra 19,2 Ost auf zwei Frequenzen empfangbar. Ab 1. Januar 2025 sendet volksmusik,.tv über Astra ausschließlich über 11.244 GHz. Die alte Frequenz 12.692 mit der ORS-Pause wurde am 31. Dezember 2024 abgeschaltet.
volksmusik.tv sendet neben Astra auch in vielen traditionellen Kabel-TV-Netzen, sowie über Magenta, Zattoo, HD+ Stream und über den Aggregator Ocilion in vielen IPTV-Netzen, darunter M-Net oder EWE.

## Programm
- Teleshopping
- Das große Wunschkonzert
- Legenden der Volksmusik
- Peter Steiners Theaterstadl